# Lydford
Lydford est un village et une paroisse civile du Devon, en Angleterre. Il est situé sur la Lyd, à environ 11 kilomètres au nord de la ville de Tavistock, en lisière du parc national du Dartmoor. Au moment du recensement de 2011, il comptait 409 habitants.

## Jumelage
- Petiville (France)